# Gran Boston
El Gran Boston o conocida oficialmente como área estadística metropolitana de Boston-Cambridge-Quincy por la Oficina de Administración y Presupuesto, es un área estadística metropolitana centrada en la ciudad de Boston, en el estado estadounidense de Massachusetts. El área metropolitana tenía una población en el Censo de 2010 de 4.552.402 habitantes, convirtiéndola en la 10.º área metropolitana más poblada de los Estados Unidos. El Gran Boston comprende los condados de Norfolk, Plymouth, Suffolk, Middlesex y Essex en Massachusetts, y los condados de Rockingham y Strafford en Nuevo Hampshire, siendo Boston la ciudad más poblada.

## Demografía
Según el censo de 2010, había 4.552.402 personas residiendo en el área metropolitana. La densidad de población era de 376,08 hab./km². De los 4.552.402 habitantes del área metropolitana, 3.587.540 eran blancos, 331.292 eran afroamericano, 11.338 eran amerindios, 294.503 eran asiático, 1.491 eran isleños del Pacífico, 208.037 eran de otras razas, y 118.201 pertenecían a dos o más razas. Del total de la población 410.516 eran hispanos o latinos de cualquier raza.

## Población Latina por país
| Posición | País de origen       | Población | % del total |
| -------- | -------------------- | --------- | ----------- |
| 1        | República Dominicana | 149.566   | 3.3         |
| 2        | Puerto Rico          | 134.627   | 3.0         |
| 3        | Colombia             | 82.461    | 1.8         |
| 4        | El Salvador          | 58.323    | 1.3         |
| 5        | Guatemala            | 40.487    | 0.9         |
| 6        | México               | 36.651    | 0.8         |
| 7        | Honduras             | 15.219    | 0.3         |
| 8        | Cuba                 | 11.853    | 0.2         |
| 9        | Venezuela            | 11.384    | 0.2         |
| 10       | Resto                | 71.254    | 1.6         |
| 0        | Total                | 611.825   | 13.4        |

## Principales ciudades del área metropolitana
Ciudades más pobladas 
- Boston
- Cambridge
- Framingham
- Nashua
- Newton
- Peabody
- Quincy
- Waltham
- Lynn

Otras ciudades satélites del CSA 
- Fall River
- Fitchburg
- Leominster
- New Bedford
- Taunton
- Brockton
- Manchester
- Providence
- Warwick
- Worcester